# تیراندازی در المپیک تابستانی ۱۹۵۶
تیراندازی در بازی‌های المپیک تابستانی ۱۹۵۶ نام رویداد ورزش تیراندازی در بازی‌های المپیک تابستانی بود که در سال ۱۹۵۶ برگزار شد. این مسابقات از هفت بخش تشکیل شده بود که فقط برای مردان بود و در ملبورن، استرالیا برگزار شد.

## جدول مدال‌ها
| رتبه | کشور                      | طلا | نقره | برنز | مجموع |
| ۱    | اتحاد شوروی (URS)         | ۳   | ۴    | ۱    | ۸     |
| ۲    | کانادا (CAN)              | ۱   | ۰    | ۱    | ۲     |
| ۲    | فنلاند (FIN)              | ۱   | ۰    | ۱    | ۲     |
| ۲    | ایتالیا (ITA)             | ۱   | ۰    | ۱    | ۲     |
| ۲    | رومانی (ROU)              | ۱   | ۰    | ۱    | ۲     |
| ۶    | سوئد (SWE)                | ۰   | ۱    | ۱    | ۲     |
| ۷    | چکسلواکی (TCH)            | ۰   | ۱    | ۰    | ۱     |
| ۷    | لهستان (POL)              | ۰   | ۱    | ۰    | ۱     |
| ۹    | ایالات متحده آمریکا (USA) | ۰   | ۰    | ۱    | ۱     |